# كيوشي توميزاوا
كيوشي توميزاوا (富 沢 清 司) ولد في 3 ديسمبر 1943 في اليابان هو لاعب كرة قدم ياباني سابق. شارك توميزاوا مع فريق اليابان في دورة الألعاب الاولمبية الصيفية عام 1968.

## روابط خارجية
- كيوشي توميزاوا على موقع الاتحاد الدولي (مؤرشف)  (الإنجليزية)
- كيوشي توميزاوا على موقع ناشيونال فوتبول تيمز (الإنجليزية)
- كيوشي توميزاوا على موقع عالم كرة القدم.نت (الإنجليزية)
- كيوشي توميزاوا على موقع اللجنة الأولمبية الدولية (الإنجليزية)
- كيوشي توميزاوا على موقع أوليمبيديا (الإنجليزية)

1. ↑  كيوشي توميزاوا  على موقع SportsReference  - سبورتس رفرنس